# Monument a Pere Vives Vich
El Monument a Pere Vives Vich és una escultura del municipi d'Igualada (Anoia). És un monument escultòric dedicat a Pere Vives Vich inaugurat el 1958 amb motiu del centenari del seu naixement. El disseny el realitzarà l'igualadí Carles Lladó i Badia. L'escultura és obra de Rafael Sanz. La figura del General feta en bronze ens mostra al personatge de mig cos i vestit amb l'uniforme de gala, col·locat davant un element de més de 6 metres d'alçària, en forma d'ala d'avió, que recorda el vincle entre aquest personatge i l'aeronàutica. Forma part de l'Inventari del Patrimoni Arquitectònic de Catalunya.

## Pere Vives Vich
Pere Vives i Vich (Igualada, 1858-Madrid, 1938). Enginyer militar. Es distingí en obres militars i en la campanya de Melilla (1893). Ascendit a comandant, fou cap de la nova secció de balons aerostàtics de l'exèrcit. Amb la unitat aerostàtica intervingué en la guerra del Marroc, on s'organitzà un servei d'observació des de l'aire. Intervingué en diversos congressos internacionals d'aerostació científica, i el 1906 esdevingué vicepresident de la Societat Aeronàutica Internacional. Introduí el dirigible a l'estat espanyol. Poc de després proposà a l'exèrcit espanyol l'adopció de l'aviació com arma bèl·lica.